# Jacob Schweppe

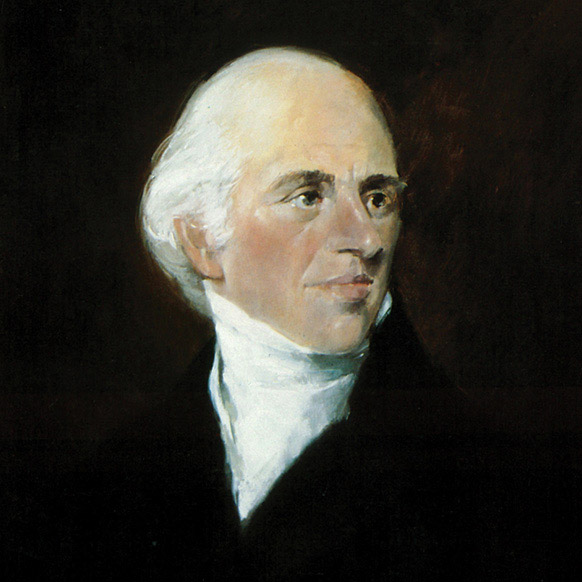
Porträt nach einer Beschreibung Jacob Schweppes während seines Aufenthalts in London von 1792 bis 1799

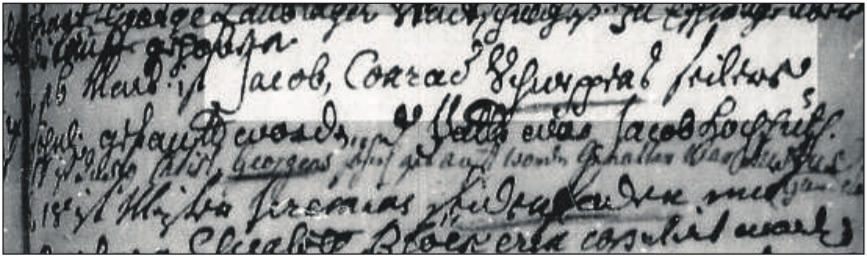
Jacob, Conrad Schweppeus Seilers (Sohn): Eintrag der Taufe im Witzenhausener Kirchenbuch Taufen, Konfirmationen und Trauungen von 1715 bis 1746 unter dem 16. März 1740

Jacob Schweppe (getauft als Jacob Schweppeus am 16. März 1740 in Witzenhausen; † 18. November 1821 in Genf) war ein deutscher Uhrmacher und Silberschmied. Er war der Gründer der Getränkemarke Schweppes und entwickelte das Geneva-System, mit dem er als erster kohlensäurehaltiges Sodawasser in großen Mengen herstellen konnte.

## Name
Schweppe wurde 1740 auf den Namen Jacob Schweppeus getauft.  In der Literatur erscheint sein Name auch als Johann Jacob Schweppe. Im Witzenhäuser Kirchenbuch Taufen, Konfirmationen und Trauungen von 1715 bis 1746 ist Jacob der einzige Vorname im Taufeintrag. Allerdings wurde das entsprechende Dokument erst 1980 bekannt, als in Witzenhausen genealogische Nachforschungen zu Schweppe einsetzten.

## Leben
Schweppe ließ sich 1766 in Genf nieder und arbeitete als Bijoutiermeister. Da Brunnenwasser in Flaschen nicht sehr lange haltbar war und schnell grün wurde, entwickelte er ab 1780 ein Verfahren, bei dem sich Wasser mit Kohlensäure versetzen ließ. Diesen Vorgang nannte er Geneva-System, und er ließ sich dies 1783, anfangs für medizinische Zwecke, patentieren. Leider entwich das Gas sehr schnell durch den trockenen Korken der Flasche und so wurde eine Egg-Bottle, eine Flasche in Form eines Eis, verwendet. Da diese Flasche nicht aufrecht stehen konnte und der Korken somit immer feucht und die Kohlensäure länger in der Flasche blieb, war das Wasser auch länger haltbar.
Zusammen mit dem Mechaniker Nicolas Paul und dem Apotheker Henri-Albert Gosse gründete Schweppe 1790 in Genf eine Fabrik zur Herstellung von Sodawasser. Wegen des begrenzten lokalen Absatzes gründeten die drei Partner 1792 eine Niederlassung in der Drury Lane in London. Paul und Gosse stiegen 1796 aus dem Londoner Geschäft aus. Schweppe verkaufte 1802 drei Viertel seines Anteils und kehrte nach Genf zurück. Das Unternehmen behielt aber den Namen Schweppes und heißt heute Soft Drink Manufactures Schweppes Ltd. London. Famous since 1783.
Die Bezeichnung Indian Tonic Water. Limonade, chininhaltig auf jedem Schweppes-Tonic-Water-Etikett weist auf Schweppes Idee hin, das zur Malariaprophylaxe notwendige, aber bitterschmeckende Chininpulver in etwas Limettensaft und Sodawasser aufzulösen. Die in Indien stationierten Kolonialoffiziere nahmen das Getränk begeistert an. Schon bald erwies es sich als enormer Erfolg im ganzen Britischen Weltreich.
Jacob Schweppe starb 1821 auf seinem Landsitz in Bouchet bei Genf im Alter von 81 Jahren.